# Nikolaj 1. af Rusland
Nikolaj 1. af Rusland (russisk: Николай I Павлович, tr. Nikolaj I Pavlovitj; født 6. juli 1796, død 2. marts 1855) var zar af Rusland og konge af Polen fra 1825 til sin død i 1855. Nikolaj var yngre broder til Alexander 1. og tredje søn af kejser Paul 1. af Rusland.

## Regering
Han tiltrådte ved broderens pludselige død og slog samme år et liberalt officersoprør (Dekabristopstanden) ned med hård hånd.
I hele sin regering var han kendt for et despotisk styre og drev et stort hemmeligt politi og et netværk af spioner. Al kritisk litteratur blev bandlyst og flere intellektuelle gik i eksil i hans periode. Blandt hans få reformer var en justering af Ruslands lovkompleks og et forsøg på at effektivisere administrationen.
Udenrigspolitisk var han stærkt imod revolutioner, og hans tilbud om militær støtte til at slå disse ned rundt om i Europa gav ham tilnavnet «Europas politimand». I 1830 afskaffede han det polske kongedømme efter en revolution og gjorde atter Polen til en russisk provins; 1849 hjalp han Østrig ved at knuse det ungarske oprør. På den anden side veg han ikke tilbage for at benytte nationale opstande mod f.eks. tyrkerne til russiske landudvidelser.
Hans sidste år prægedes af Krimkrigen, hvor han var gået i krig med Tyrkiet og havde fået England og Frankrig til fjender. Han døde delvis knækket af de mange militære nederlag.

## Ægteskab
Nikolaj blev i 1817 gift med prinsesse Charlotte af Preussen. Hun var datter af kong Frederik Vilhelm 3. af Preussen og Louise af Mecklenburg-Strelitz. I Rusland antog hun navnet Aleksandra Fjodorovna.